# بنيامين شميد
بنيامين شميد (بالألمانية: Benjamin Schmid)‏ (و. 1968  م) هو موسيقي، وعازف كمان نمساوي، ولد في فيينا، يستخدم آلات Jazz violin ‏.

## روابط خارجية
- بنجامين شميد على موقع ميوزك برينز (الإنجليزية)
- بنجامين شميد على موقع أول ميوزيك (الإنجليزية)
- بنجامين شميد على موقع ديسكوغز (الإنجليزية)